# 格里伯爾湖

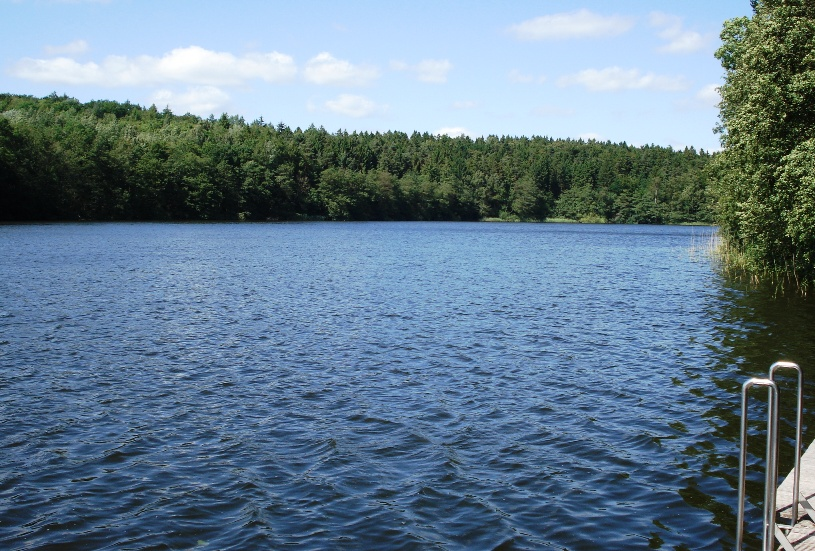

54°08′28″N 10°42′43″E / 54.141°N 10.712°E
格里伯爾湖（德語：Griebeler See），是德國的湖泊，位於該國北部石勒蘇益格-荷爾斯泰因州，由卡塞多夫負責管轄，面積0.15平方公里，海拔高度62米，平均水深3.5米，最大水深7.3米，水體容量52萬立方米，湖岸線長度1.8公里。